# (49) Palès
(49) Palès (désignation internationale (49) Pales) est un astéroïde de la ceinture principale découvert par Hermann Goldschmidt le 19 septembre 1857.
Il est nommé d'après Palès, déesse des bergers dans la mythologie romaine.